# Żabie Zęby

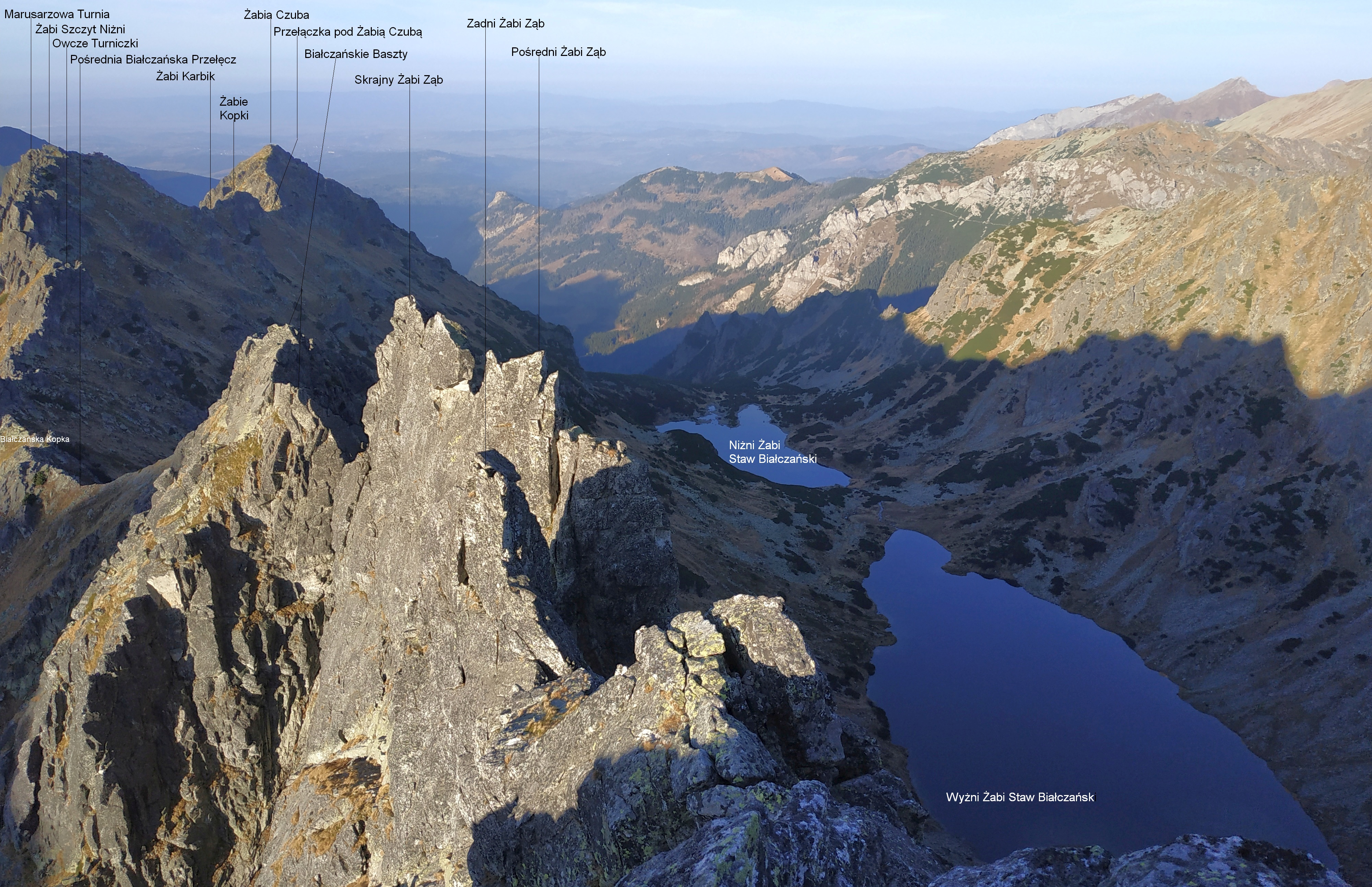
Widok z Żabiego Mnicha

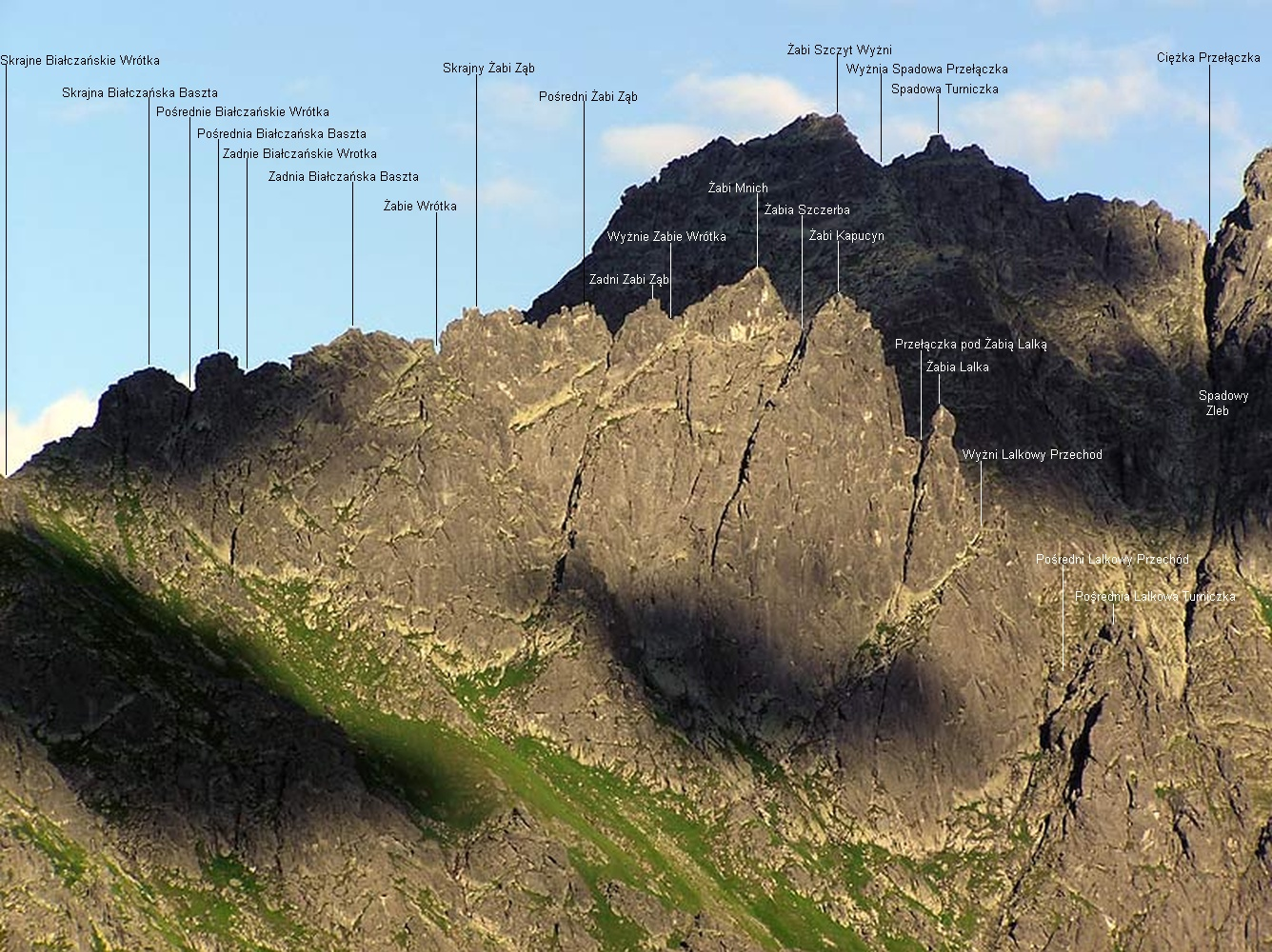
Widok od zachodu

Żabie Zęby (niem. Froschzacken, słow. Žabie zuby, węg. Békás-fogak) – trzy turnie w Żabiej Grani w Tatrach Wysokich. Znajdują się w północnej grani Żabiego Mnicha, oddzielone od niego Wyżnimi Żabimi Wrótkami. Od położonych na północ Białczańskich Baszt oddziela je przełączka Żabie Wrótka (ok. 2085 m). Na wschodnią stronę ich ścianki opadają do Doliny Zabiej Białczańskiej, na zachodnią do Czarnostawiańskiego Kotła. W kolejności od południa na północ są to:
- Zadni Żabi Ząb
- Pośredni Żabi Ząb
- Skrajny Żabi Ząb[2].

Od zachodniej strony ściany Żabich Zębów opadają na skośny Płytowy Zachód. Najwyższa jest ściana Skrajnego Żabiego Zęba. Ma wysokość około 50 m. Wszystkie te ściany do 1999 roku były dziewicze. Wschodnia ściana Żabich Zębów opada na Białczańską Ławkę. Tutaj poprowadzono tylko jedną drogę wspinaczkową.
- Prawą częścią wschodniej ściany na Skrajny Żabi Ząb; IV w skali tatrzańskiej, czas przejścia od Białczańskiej Ławki 2 godz. 30 min. Obecnie wspinaczka w Dolinie Żabiej Białczańskiej jest zabroniona (jest to zamknięty dla turystów i taterników obszar ochrony ścisłej Tatrzańskiego Parku Narodowego)[2].

Autorem nazwy Żabich Zębów jest Władysław Cywiński.